# Lie Kim Hok
Lie Kim Hok (chino: 李金福; pinyin: Lǐ Jīnfú; 1 de noviembre de 1853 – 6 de mayo de 1912) fue un profesor indonesio de etnia china, escritor y trabajador social de las Indias Orientales Neerlandesas, apodado el «padre de la literatura china malaya». Nació en Buitenzorg (ahora Bogor), Java Occidental. Se educó en escuelas misioneras y ya en los años 1870 hablaba con fluidez sondanés, malayo vernacular y holandés, a pesar de que no era capaz de entender chino. 
A mediados de los años 1870 se casó y comenzó a trabajar como editor de dos revistas publicadas por su maestro y mentor D. J. van der Linden hasta 1880. Su esposa murió el año siguiente. Lie publicó sus primeros libros, incluyendo el syair (poema) Sair Tjerita Siti Akbari y el libro de gramática Malajoe Batawi, en 1884. Cuando van D. J. van der Linden murió el año siguiente, Lie compró la imprenta y abrió su propia compañía.
Durante los dos años siguientes publicó varios libros, entre ellos Tjhit Liap Seng, considerado como la primera novela en chino malayo. También adquirió los derechos de imprenta para Pembrita Betawi, un periódico con sede en Batavia (hoy Yakarta), y se fue a vivir en la ciudad. Después de vender su imprenta en 1887, pasó tres años trabajando en varios lugares hasta que encontró un trabajo estable en 1890, en un molino de arroz de un amigo suyo. Al año siguiente se casó con Tan Sioe Nio, con quien tuvo cuatro hijos. Publicó dos libros en los años 1890. En 1900 fue uno de los miembros fundadores de la organización china Tiong Hoa Hwe Koan, de la que se apartó en 1904. En los años siguientes, Lie se dedicó a traducir y al trabajo social hasta su muerte por tifus a los 58 años.
Su obra fue fundamental para el periodismo, la lingüística y la literatura de la colonia. Según el erudito malayo Ahmad Adam, era más bien conocido por sus obras literarias. Algunas de sus obras se publicaron varias veces, y se hicieron versiones de su obra Sair Tjerita Siti Akbari para el cine y el teatro. Sin embargo, debido a la política lingüística en las Indias y en la Indonesia independiente, sus obras fueron marginadas. 

### Poesía
- Sair Tjerita Siti Akbari
- Orang Prampoewan

### Novelística
- Sobat Anak-anak
- Tjhit Liap Seng
- Dji Touw Bie
- Nio Thian Lay
- Lok Bouw Tan
- Ho Kioe Tan
- Pembalasan Dendam Hati

### No ficción
- Kitab Edja
- Malajoe Batawi
- Aturan Sewa-Menjewa
- Pek Hauw Thouw
- Hikajat Khonghoetjoe
- Dactyloscopie

### Traducciones
- 1001 Malam
- Graaf de Monte Cristo
- Kapitein Flamberge
- Kawanan Pendjahat
- Kawanan Bangsat
- Penipoe Besar
- Pembalasan Baccorat
- Rocambale Binasa
- Geneviere de Vadana
- Prampoewan jang Terdjoeal